# عارف عبد الرزاق
عارف عبد الرزاق الكبيسي رئيس وزراء عراقي سابق عام 1965م في عهد الرئيس عبد السلام عارف، ووزير الزراعة في حكومة طاهر يحيى عام 1963م، وقائد عسكري في القوة الجوية العراقية وكان ذا توجه قومي ناصري.

## الولادة والنشأة
ولد عارف عبد الرزاق في قرية (كبيسة) إحدى قرى لواء الرمادي في الناحية الغربية بين سوريا والعراق عام 1921م. فقد أباه وعمره 10 سنوات، إلا أنه أكمل دراسته، حيث التحق في دار العلوم ببغداد، وأنهى دراسته المتوسطة عام 1939م.

## خدماته العسكرية
- التحق في عام 1939 بالثانوية العسكرية وتخرج فيها برتبة ملازم عام 1943م.
- التحق بعد ذلك بالقوات الجوية، وأوفد في شهر تشرين الأول/أكتوبر عام 1943 لدراسة الطيران في بريطانيا، وتخرج طياراً متقدماً في شهر آذار/مارس عام 1945م.
- عاد في نيسان/أبريل من نفس العام إلى بغداد، وأصبح ضابطاً طياراً في القوات الجوية العراقية.
- شارك للمرة الأولى كطيار قاصف في إخماد تمرد الأكراد بقيادة المُلاّ مصطفى البارزاني عامي 1945 و 1947،
- شارك في حرب فلسطين عام 1948 م كطيار مقاتل ضمن الجيوش العربية ضد إسرائيل.
- في عام 1949 شغل منصب الطيار الخاص للعائلة المالكة في العراق وحتى عام 1951 ثم عاد مرة أخرى في شهر أيلول عام 1953 كمرافق وطيار للملك فيصل الثاني وولي عهده الأمير عبد الإله، مما مكّنه من الاقتراب من العائلة المالكة التي حكمت العراق بين عامي 1921م وحتى عام 1958م.
- شارك في ثورة الشواف عام 1959 واعتقل على أثرها ثم عفي عنه.
- أشرف على تنفيذ مهمة قصف وزارة الدفاع في حركة 8 شباط 1963.

## نشاطه السياسي
انتمى للتيار القومي العربي عام 1956، وشارك في الثورة التي أنهت النظام الملكي في العراق، وإعلان الجمهورية العراقية في الرابع عشر من يوليو /تموز عام 1958.

## انقلاباته

### حركة الشواف
أصبح بعد ذلك من المعادين لحكم عبد الكريم قاسم وشارك في محاولة الانقلاب التي قام بها العقيد عبد الوهاب الشواف ضد عبد الكريم قاسم في شهر آذار/مارس عام 1959، وقُبض عليه، وقضى أكثر من ثلاثة أشهر في السجن، ثم أفرج عنه وأعاده عبد الكريم قاسم مرة أخرى إلى القوات الجوية.

### تأييدهانقلاب 8 شباط
سعى مع الكثير من الضباط في الجيش للتخلص من حكم قاسم بعد ذلك، حتى نجح البعثيون في انقلابهم عليه بمشاركة القوميين في حركة 8 شباط 1963. عُيِّن عارف بعد ذلك قائداً للقوات الجوية العراقية، غير أنه سرعان ما قدم استقالته بعد عشرين يوماً بسبب الفوضى والصراعات بين الضباط الانقلابيين.

### محاولة انقلابه على عبد السلام عارف
عُيِّن في حكومة طاهر يحيى وزيراً للزراعة من العشرين من تشرين الثاني/نوفمبر عام 1963 إلى الخامس عشر من كانون الأول/ديسمبر 1963 حيث أُعيد في منصب القائد للقوات الجوية، وبقي في منصبه إلى الرابع من أيلول/سبتمبر عام 1965 عندما عينه رئيس الجمهورية عبد السلام عارف رئيساً لوزراء العراق ووزيراً للدفاع حتى يحول بينه وبين محاولات انقلابية كان يسعى للقيام بها ضده، غير أن ذلك لم يمنعه من السعي مباشرة لتنفيذ محاولاته الانقلابية بعد تعيينه رئيساً للوزراء ووزيراً للدفاع.
وفور سفر عبد السلام عارف إلى المغرب قام عارف عبد الرزاق بمحاولته الانقلابية التي كان مطمئناً إلى نجاحها بنسبة 100% باعتباره رئيساً للوزراء ووزيراً للدفاع في نفس الوقت، إلا أن محاولته فشلت، وفرَّ بطائرة إلى مصر في الرابع عشر من أيلول/سبتمبر عام 1965.

### محاولة انقلابه على عبد الرحمن عارف
بقي في مصر إلى الرابع من حزيران/يونيو عام 1966 حيث رتّب مع جمال عبد الناصر القيام بانقلاب ضد حكم عبد الرحمن عارف الذي خلف عبد السلام عارف بعد مقتلهِ في حادث طائرة، وعاد عارف عبد الرزاق سراً إلى العراق، ثم قام بمحاولته الانقلابية الثانية في عقد الثلاثين من حزيران/يونيو عام 1966، إلا أنها فشلت كذلك، وقبض عليهِ وأودع السجن دون محاكمة حتى أفرج عنه عبد الرحمن عارف في الحادي والثلاثين من أيار/مايو عام 1967.

## مناصبه
- عُيِّن في منصب مرافق وطيار للملك فيصل الثاني وولي عهده الأمير عبد الإله في أيلول/سبتمبر عام 1953.
- عُيِّن في منصب القائد للقوات الجوية العراقية عام 1963، غير أنه سرعان ما قدم استقالته بعد عشرين يوماً.
- وزيراً للزراعة في حكومة طاهر يحيى من العشرين من تشرين الثاني/نوفمبر عام 1963 إلى الخامس عشر من كانون الأول/ديسمبر 1963.
- في الخامس عشر من كانون الأول/ديسمبر 1963 أعيد قائداً للقوات الجوية، وبقي في منصبهِ إلى الرابع من أيلول/سبتمبر عام 1965.
- في الرابع من سبتمبر عام 1965 عينه رئيس الجمهورية عبد السلام عارف رئيساً لوزراء العراق ووزيراً للدفاع ولكنه قام بمحاولة انقلابية فاشلة على الرئيس عبد السلام عارف عند سفر الأخير إلى المغرب ولذلك فرَّ بطائرة إلى مصر في الرابع عشر من سبتمبر عام 1965.
- تطوع عام 1967 في قيادة القوات الجوية حيث وافق عبد الرحمن عارف على اشتراكه كقائد للقوات الجوية العراقية في جبهة الحرب العربية التي شكلت ضد إسرائيل تحت قيادة الفريق عبد المنعم رياض، والتي كان مقرها في الأردن.

## خاتمة نشاطاته
- عاد عارف عبد الرزاق إلى بغداد بعد حرب 1967، وشكّل مع آخرين حزباً قومياً سرياً يرتبط بالتنظيم الطليعي الناصري في مصر، غير أن ثورة 17 تموز 1968 أطاحت بكل آماله.
- قُبض عليه في الرابع والعشرين من أكتوبر عام 1967 في مطار الموصل علئ إثر فشل محاولته الانقلابية الثانية حيث أحبطها كل من الزعيم خليل جاسم الدباغ آمر موقع الموصل والعقيد شندالة، وبعد أربعة أشهر قضاها في السجن أضرب عن الطعام، فأفرج عنه في الحادي والثلاثين من كانون الثاني/يناير عام 1969 شريطة أن يغادر العراق ولا يقيم بها، فلجأ إلى مصر في التاسع عشر من شباط/فبراير عام 1969.
- تعرض بعد ذلك لمحاولة اغتيال فاشلة في القاهرة في السادس والعشرين من شباط/فبراير عام 1972. وبقي يعيش بين مصر وبريطانيا لأكثر من 37 عاماً بعد نفيهِ من العراق، لكن العراق بقي ساكناً في قلبه وذهنه؛ إذ كان يتصدر جميع أحاديثه مع الأقارب والأصدقاء في الخارج. وعرف عبد الرزاق بنزاهته وشجاعته وكفاءته كأبرز طياري العراق، كما أنه أقام في بريطانيا لسنوات طويلة، لكنه امتنع عن الحصول على الجنسية البريطانية، أملاً بالعودة إلى وطنه.

## وفاته
توفي عبد الرزاق في مستشفى رويال بركشاير في مدينة ردينغ الإنجليزية إثر نوبة قلبية مساء يوم الجمعة الموافق 30 مارس /آذار 2007، حيث كان محاطاً بأفراد أسرته المقربين. ولقد نصت شهادته في حلقات برنامج شاهد على العصر من قناة الجزيرة على فترة تاريخية هامة في تاريخ العراق.